# Exechiopsis coremura
Exechiopsis coremura är en tvåvingeart som först beskrevs av Edwards 1928.  Exechiopsis coremura ingår i släktet Exechiopsis och familjen svampmyggor. Inga underarter finns listade i Catalogue of Life.